# Onthophagus yakuinsulanus
Onthophagus yakuinsulanus là một loài bọ cánh cứng trong họ Bọ hung (Scarabaeidae).